# Мурадов, Гульмурад Худайбердыевич
Гульмурад Худайбердыевич Мурадов (туркм. Gulmyrat Myradow, род. в 1961 год, Ашхабад) — туркменский государственный деятель.

## Биография
Родился в 1961 году в городе Ашхабаде.
В 1990 году окончил Туркменский государственный университет (заочно). По специальности — преподаватель туркменского языка и литературы.
1992—2001 — заведующий отделом, заместитель главного редактора, главный редактор газеты «Несил».
2001—2004 — заместитель, с 2003 г. первый заместитель министра культуры и информации Туркменистана.
2004—2007 — начальник общего отдела Министерства культуры и информации Туркменистана.
2007 — 11 января 2008 — заместитель министра культуры и телерадиовещания Туркменистана.
11 января 2008 — 17 февраля 2012 — министр культуры и телерадиовещания Туркменистана.
2012 — 13 октября 2014 — управляющий делами аппарата Совета старейшин Туркменистана.
22 октября 2012 — 23 октября 2014 — вице-президент Гуманитарной ассоциации туркмен мира.
С 13 октября 2014 — председатель Центральной комиссии по выборам и проведению референдумов в Туркменистане.

## Награды и звания
- Медаль «Watana bolan söygüsi üçin»
- Медаль «Гайрат»
- Орден «Garaşsyz Türkmenistana bolan beýik söygüsi üçin».